# Неокастро (дем Александрия)
Вижте пояснителната страница за други значения на Неокастро.
Неокастро (на гръцки: Νεόκαστρο, катаревуса Νεόκαστρον, Неокастрон) е село в Република Гърция, дем Александрия, област Централна Македония.

## География
Селото е разположено в областта Урумлък (Румлуки), в северните поли на Голен (Колона), на 2 километра югоизточно от Мелики на надморска височина от 70 m.

## История

### В Османската империя
В XIX век Неокастро е село в Османската империя. Александър Синве („Les Grecs de l’Empire Ottoman. Etude Statistique et Ethnographique“) в 1878 година пише, че в Нео Кастро (Néo Castro), Китроска епархия, живеят 150 гърци. Според Васил Кънчов („Македония. Етнография и статистика“) в 1900 година Нео Кастро е село в Берска каза и в него живеят 145 гърци християни.
По данни на секретаря на Българската екзархия Димитър Мишев („La Macédoine et sa Population Chrétienne“) в 1905 година в Нео Кастрон (Néo Kastron) живеят 95 гърци.

### В Гърция
През Балканската война в 1912 година в селото влизат гръцки части и след Междусъюзническата в 1913 година Неокастро остава в Гърция.
В 20-те години в селото са заселени малко гърци бежанци, които в 1928 година са само 7 души.
Населението произвежда предимно памук, овошки и пшеница.
| Име  | Име        | Ново име   | Ново име   | Описание                                     |
| ---- | ---------- | ---------- | ---------- | -------------------------------------------- |
| Голе | Γκόλε Ράχη | Гимни Рахи | Γυμνή Ράχη | възвишение в Шапка на Ю от Неокастро (237 m) |

| Година    | 1913 | 1920 | 1928 | 1940 | 1951 | 1961 | 1971 | 1981 | 1991 | 2001 | 2011 | 2021 |
| --------- | ---- | ---- | ---- | ---- | ---- | ---- | ---- | ---- | ---- | ---- | ---- | ---- |
| Население | 450  | 550  | 780  | 768  | 829  | 910  | 851  | 928  | 949  | 916  | 889  | 744  |